# Episodi di Polizeiinspektion 1 (ottava stagione)
L'ottava stagione della serie televisiva Polizeiinspektion 1 è stata trasmessa in anteprima in Germania dalla ARD tra il 26 novembre 1985 e il 27 febbraio 1986.
| nº | Titolo originale                | Titolo italiano | Prima TV Germania | Prima TV Italia |
| -- | ------------------------------- | --------------- | ----------------- | --------------- |
| 1  | Der Schatten                    | inedito         | 26 novembre 1985  | inedito         |
| 2  | Zwei Furchen auf dem Sonnenberg | inedito         | 3 dicembre 1985   | inedito         |
| 3  | Kikeriki                        | inedito         | 10 dicembre 1985  | inedito         |
| 4  | Weinkenner                      | inedito         | 17 dicembre 1985  | inedito         |
| 5  | Bilderwut                       | inedito         | 31 dicembre 1985  | inedito         |
| 6  | Glück und Glas                  | inedito         | 9 gennaio 1986    | inedito         |
| 7  | Dem Ende zu                     | inedito         | 16 gennaio 1986   | inedito         |
| 8  | Wimmer hält durch               | inedito         | 23 gennaio 1986   | inedito         |
| 9  | Izmir liegt am Meer             | inedito         | 30 gennaio 1986   | inedito         |
| 10 | Viechereien                     | inedito         | 6 febbraio 1986   | inedito         |
| 11 | Kurz vor den besten Jahren      | inedito         | 13 febbraio 1986  | inedito         |
| 12 | Roderich und Julia              | inedito         | 20 febbraio 1986  | inedito         |
| 13 | Immer Ärger mit Kwoka           | inedito         | 27 febbraio 1986  | inedito         |